# كهوف أوهايو
كهوف أوهايو (بالإنجليزية: Ohio Caverns)‏؛ هي مجموعة من الكهوف التي تقع في مقاطعة تشامباين في الولايات المتحدة.

## السياحة
تعد «كهوف أوهايو» إحدى مواقع الجذب السياحي في مقاطعة تشامباين في ولاية أوهايو الأمريكية.